# Døde i 1994
Døde i 1994   er en liste over notable personer, der er afgået ved døden i 1994  . 

## Januar
| - Telly Savalas |

- 20. januar – Børge Houmann, dansk journalist og politiker (født 1902).
- 20. januar – Matt Busby, skotsk fodboldmanager (født 1909).
- 22. januar – Telly Savalas, amerikansk skuespiller (født 1922).
- 22. januar - Jean-Louis Barrault, fransk skuespiller (født 1910).
- 30. januar – Pierre Boulle, fransk forfatter (født 1912).

## Februar
|  |

- 5. februar – Svend Michelsen, dansk fabrikant og grundlægger (født 1912).
- 6. februar – Joseph Cotten, amerikansk skuespiller (født 1905).
- 7. februar – Witold Lutosławski, polsk komponist (født 1913).
- 11. februar – Sorrell Brooke, amerikansk skuespiller (født 1930).
- 11. februar – William Conrad, amerikansk skuespiller (født 1920).
- 11. februar – Lars P. Gammelgaard, dansk politiker (født 1945).
- 14. februar – Andrei Chikatilo, russisk seriemorder (født 1936). – henrettet
- 15. februar – Jørgen Peder Hansen, dansk politiker (født 1923).
- 24. februar – Dinah Shore, amerikansk skuespiller og sanger (født 1916).

## Marts
| - John Candy |

- 4. marts – John Candy, canadisk komiker og skuespiller (født 1950).
- 6. marts – Melina Mercouri, græsk skuespiller og politiker (født 1920).
- 9. marts – Fernando Rey, spanskfødt skuespiller (født 1917).
- 17. marts – Mai Zetterling, svensk skuespiller, manuskriptforfatter og instruktør (født 1925).
- 22. marts – Philippa Bulgin, dansk sangerinde (født 1967).
- 28. marts – Eugene Ionesco, fransk-rumænsk skuespilforfatter (født 1909).

## April
| - Jørgen Buckhøj - Richard Nixon |

- 5. april – Kurt Cobain, amerikansk musiker (født 1967).
- 13. april – Jørgen Buckhøj, dansk skuespiller (født 1935).
- 14. april – Eyvind Skjær, dansk skuespiller (født 1923).
- 22. april – Richard Nixon, tidligere amerikansk præsident (født 1913).
- 30. april – Roland Ratzenberger, østrigsk racerkører (født 1960)

## Maj
| - Ayrton Senna - Jacqueline Kennedy Onassis - Erich Honecker |

- 1. maj – Ayrton Senna, brasiliansk racerkører (født 1960). – omkommet i ulykke.
- 2. maj – Bjørn Hjelmborg, dansk organist, musikhistoriker og komponist (født 1911).
- 5. maj – Joe Layton, amerikansk instruktør og koreograf (født 1931).
- 7. maj – Clement Greenberg, amerikansk kunstkritiker (født 1909).
- 8. maj – George Peppard, amerikansk skuespiller (født 1928).
- 10. maj – John Wayne Gacy, amerikansk seriemorder (født 1942). – henrettet ved giftinjektion.
- 12. maj – Erik Erikson, dansk-amerikansk udviklingspsykolog (født 1902).
- 12. maj – John Smith, skotsk politiker, leder af det britiske Labour-parti (født 1938).
- 12. maj – Roy J. Plunkett, amerikansk kemiker (født 1910).
- 14. maj – Henry Jessen, dansk skuespiller (født 1919).
- 19. maj – Jacqueline Kennedy Onassis, tidliger amerikansk præsidentfrue (født 1929).
- 23. maj – Joe Pass, amerikansk musiker (født 1929).
- 29. maj – Erich Honecker, tysk politiker (født 1912).

## Juni
| - Ulrik Neumann |

- 9. juni – Jan Tinbergen, hollandsk økonom og nobelprismodtager (født 1903).
- 14. juni – Henry Mancini, amerikansk filmkomponist (født 1924).
- 18. juni – Carlo Panduro, dansk direktør og grundlægger (født 1914).
- 21. juni – Bjørn Uglebjerg, dansk trommeslager (født 1948).
- 26. juni – A. den Doolaard, nederlandsk forfatter (født 1901).
- 28. juni – Ulrik Neumann, dansk sanger og musiker (født 1918).

## Juli
| - Kim Il-sung |

- 8. juli – Kim Il-sung, Første Nordkoreanske leder (født 1912).
- 13. juli – John Kramer, dansk fodboldspiller og træner (født 1934).
- 27. juli – Johannes Wahl, dansk koncertsanger (født 1915).

## August
| - Peter Cushing |

- 6. august – Domenico Modugno, italiensk sanger (født 1928).
- 10. august – Lene Funder, dansk skuespiller og sanger (født 1955).
- 11. august – Peter Cushing, engelsk skuespiller (født 1913).
- 14. august – Elias Canetti, østrigsk forfatter og nobelprismodtager (født 1905).
- 18. august – Mime Fønss, dansk skuespillerinde (født 1911).
- 19. august – Linus Pauling, amerikansk kemiker og nobelprismodtager (født 1901).

## September
| - Jessica Tandy |

- 11. september – Jessica Tandy, engelsk skuespillerinde (født 1909).
- 12. september – Boris Jegorov, sovjetisk læge-kosmonaut (født 1937).
- 16. september – Louise Jensen, dansk turguide (født 1972).
- 25. september – Lise Ringheim, dansk skuespillerinde (født 1926).

## Oktober
| - Burt Lancaster |

- 7. oktober – Niels K. Jerne, dansk læge og Nobelprismodtager (født 1911).
- 19. oktober – Sv. Erik Tarp, dansk komponist (født 1908).
- 20. oktober – Burt Lancaster, amerikansk skuespiller (født 1913).
- 20. oktober – Sergej Bondartjuk, russisk skuespiller (født 1920).

## November
|  |

- 4. november –  Sam Francis, amerikansk maler (født 1923).
- 12. november – Wilma Rudolph, amerikansk atlet (født 1940).
- 27. november – Per Federspiel, dansk politiker (født 1905).
- 28. november – Jeffrey Dahmer, amerikansk seriemorder (født 1960).

## December
| - Dean Rusk - Woody Strode |

- 4. december – Kirsten Stenbæk, dansk filminstruktør (født 1922).
- 7. december – Per Dich, dansk sanger og politiker (født 1926).
- 12. december – Annelise Reenberg, dansk filminstruktør (født 1919).
- 15. december – Asger Lundbak, dansk astronom (født 1914).
- 20. december – Dean Rusk, amerikansk udenrigsminister (født 1909).
- 23. december – Sebastian Shaw, engelsk skuespiller (født 1905).
- 29. december – Tage Kaarsted, dansk historiker (født 1928).
- 31. december – Woody Strode, amerikansk skuespiller (født 1914).
- 31. december – K. Axel Nielsen, dansk politiker (født 1904).